# Confindustria
Confindustria (Confederazione Generale dell’Industria Italiana) är Italiens största arbetsgivarorganisation. Confindustria representerar majoriteten av den italienska tillverkningsindustrin och tjänstesektorn i sammanlagt 286 föreningar. Medlemsorganisationer företräder sammanlagt omkring 120 000 företag och 4,3 miljoner anställda. Confindustria grundades 1910.